# Svensk Uppslagsbok
Svensk uppslagsbok – em português Enciclopédia Sueca – foi uma enciclopédia generalista sueca em 30-32 volumes, publicada em duas versões (1929–1939 e 1947–1955).
Foi editada paralelamente ao Nordisk familjebok em 1923-1937. A partir de 2009, ficou disponível na Internet.